# Fiestas de Atenas (Edad Antigua)

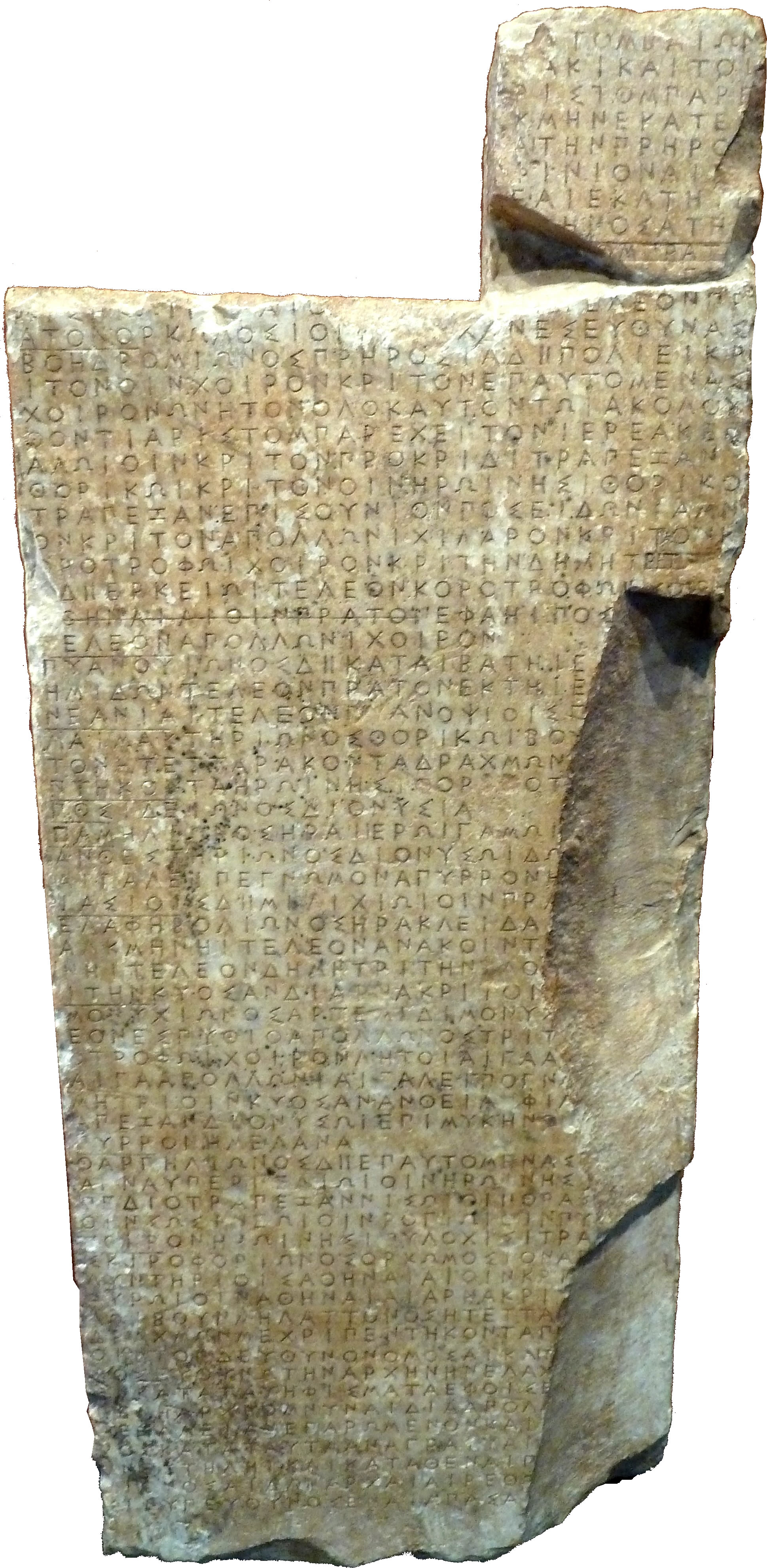
Calendario religioso de Tórico, demo de Ática.

Las fiestas de Atenas, indisolublemente cívicas y religiosas, eran muy numerosas y tenían especial brillantez, donde Pericles, en el elogio fúnebre de los ciudadanos muertos por la polis que, según Tucídides, proclamó, cuenta entre los atractivos de la ciudad «esos concursos y esas fiestas que se suceden a lo largo del año».
En la década de 430 a. C., esos días festivos podían rondar los 120 por año, llevando al autor de la República de los atenienses (hacia 445-412 a. C.) a quejarse de que Atenas celebre más fiestas que cualquier otra ciudad griega.
Todas las fiestas contribuían a exaltar tanto los sentimientos religiosos como el patriotismo, la fe en los dioses y el orgullo nacional. Aristóteles, en su Ética a Nicómaco, situó el origen de estos festivales en el nacimiento de la actividad agrícola humana y, a su vez, estaban vinculados al cambio de las estaciones.
Solo la guerra podía interrumpir el ciclo de estas grandes reuniones periódicas o, al menos, disminuir su esplendor. Por esta razón, Aristófanes nos muestra La paz personificada, en la comedia de este mismo nombre, en el momento en que los esfuerzos de los campesinos del Ática han logrado que por fin salga de la cueva donde yacía bajo las piedras, escoltada por dos «damas de honor» que son Opora, la diosa de las cosechas, y Teoría, la diosa de los espectáculos y las fiestas. El bienestar de la paz, para un ateniense del siglo de Pericles, es ante todo la abundancia material y la alegría de las grandes fiestas o panegirias.
La mayoría de esas fiestas, si no todas, incluían juegos que se celebraban en forma de concursos (agones): concursos gimnásticos y atléticos casi siempre, pero también concursos líricos y musicales, concursos dramáticos de comedia y tragedia, e incluso a veces, concursos de belleza, es decir, de estatura y prestancia, tanto entre hombres como entre mujeres.
Durante la guerra del Peloponeso, una reforma del calendario, realizada para restablecer la adecuación entre los meses lunares y los años solares, provocó ciertas alteraciones en la celebración de las fiestas.

## Calendario religioso de Atenas
El año oficial —civil y religioso— comenzaba en Atenas en julio, en el mes de hecatombeón, y finalizaba en junio, en el mes de esciroforión. Esta es la relación de meses y de las fiestas que se celebraban en cada uno de ellos.

### Hecatombeón
El mes de hecatombeón anteriormente se llamó cronión, porque el día 12, con la alegría de la cosecha que acababa de finalizar, se celebraba la fiesta de Crono, padre de Zeus, y la de su esposa Rea, la madre de los dioses.

Las Cronia, como las Saturnales en Roma, reunían en cada familia a amos y criados en un alegre y ruidoso banquete, pero la fiesta también tenía un carácter público y nacional.
El 16 del mismo mes se celebraba el sacrificio de las Sinecías, que recordaba el sinecismo realizado por Teseo, origen remoto de la unidad del Ática y del poder ateniense.
Al final de hecatombeón tenía lugar la gran fiesta nacional de Atenea, patrona de la ciudad, las Panateneas.

Esta fiesta anual duraba dos días, pero cada cuatro años se celebraba con una solemnidad especial y duraba al menos cuatro días. En los concursos gimnásticos, que contaban sobre todo con carreras de antorchas (lampadedromías). los atletas vencedores recibían aceite de los olivos sagrados de Atenea, en las llamadas ánforas panatenaicas, cuya decoración incluía, a un lado a Atenea Prómacos («la que lucha en primera línea») de pie entre dos columnas y, al otro lado, la representación del concurso (por ejemplo de la carrera a pie) en el que se había obtenido el premio.

Después se celebraba la procesión (representada en mármol en el friso del Partenón) que, partiendo del Cerámico, atravesaba el centro de Atenas para llevar a la acrópolis con toda solemnidad el peplo bordado cada año por unas jóvenes seleccionadas y destinado a vestir la estatua de culto de Atenea. Los sacerdotes y todas las corporaciones de la ciudad, incluidos los representantes de los metecos, formaban un largo cortejo, acompañado por efebos a caballo.

Una vez en la acrópolis, delante del viejo templo de Atenea Políade (protectora de la ciudad), se sacrificaban cuatro bueyes y cuatro corderos.

Más tarde, en el gran altar situado delante del Partenón se degollaban tantas vacas como fuera necesario para alimentar a toda la ciudad, y fue sin duda esta hecatombe la que dio el nombre de hecatombeón a dicho mes.

### Metagitnión
En metagitnión (agosto) se celebraban las fiestas de las Metagitnia, en honor a Zeus, aunque apenas se menciona en los documentos.

### Boedromión
En boedromión (septiembre) se celebraban los misterios de Eleusis, y las Boedromias, fiestas de Apolo Boédromio (‘que acude en auxilio’ en la batalla). En esta fiesta se hacía un sacrificio y una procesión.

### Pianepsión
El mes más repleto de fiestas era pianepsión (octubre).
El día 7 se celebraban las Pianepsias en honor de Apolo, fiestas de la siembra que contaban con ritos antiquísimos y curiosos.
Se ofrecía al dios un plato de habas (pianoi) y otras verduras mezcladas con harina de trigo candeal, luego se llevaba en procesión una rama de olivo, la eiresíone, rodeada de lana y cargada con las primicias de frutas, que era un talismán de fertilidad, mientras un alegre cortejo de muchachos cantaba:

La eiresíone lleva higos, grandes panes, un tarrito de miel, de aceite para ungirse, la copa de vino puro que embriaga y adormece.

Otra procesión similar a esta tenía lugar en las Oscoforias, en honor de Dioniso: un cortejo de adolescentes, guiados por dos muchachos amfithaleîs, llevaba ramas de viña cargadas de racimos. El sacrificio y la libación se hacían al grito del rito litúrgico de eleleu iu iu. Más tarde había danzas y carreras entre efebos.
Los días 11, 12 y 13 de este mes tenían lugar las Tesmoforias, fiesta de Deméter Tesmófora, que velaba tanto por la siembra en los campos como por la fecundidad de las mujeres.

Solo participaban en ellas las mujeres casadas los hombres estaban excluidos totalmente. Las mujeres se preparaban para esta fiesta absteniéndose durante algunos días de todo contacto sexual.

El primer día, llamado Ánodos (ascenso), se sacaban a la luz restos de objetos sagrados que se habían enterrado cuatro meses antes (cochinillos, figurillas de órganos sexuales y serpientes). Este rito de magia agraria es similar al que practicaban en honor de Atenea dos jovencitas llamadas arréforas.

El segundo día, llamado Nesteia (ayuno), las mujeres se abstenían de comer.

El tercero, llamado Caligeneia (hermosa generación), ofrecían a Deméter toda clase de frutos de la tierra, así como caldos y queso, luego se lanzaban bromas obscenas, manipulaban figurillas que representaban el órgano femenino, comían granos de granada y se flagelaban con ramas verdes; creían que todos estos ritos favorecían la fecundidad.
Las Apaturias, fiesta cívica de las fratrías, también duraba tres días. Durante los dos primeros se celebraban sacrificios y banquetes. En el tercero, llamado Cureotis, los padres de familia presentaban a los miembros de su fratría a los hijos legítimos nacidos ese año para que quedasen legalmente inscritos. Cada uno de ellos inmolaba una oveja o una cabra en el altar de Zeus Fratrios y de Atenea Fratria.
El 30 de pianepsión, Atenea Ergane (obrera) diosa de los artesanos, y Hefesto, dios de los herreros, recibían en los Calkeia el homenaje de los trabajadores del bronce (calkeis) y el de los demás gremios. A los obreros les gustaba ofrecer a Atenea algún producto de su industria, alguna «obra de arte» realizada especialmente para la diosa.

Se han hallado dedicatorias de este estilo a Atenea Ergane: por ejemplo la de un tal Baquio, del que se sabe, por su epitafio, que era un alfarero y había logrado el primer premio en un concurso de artesanos: «Baquio lo ofreció (este ex-voto) como primicia a Atenea Ergane tras haber sido coronado por sus compañeros de tiasa.

### Memacterión
En memacterión (noviembre) se celebraban las Memacterias, de las que las fuentes casi ni mencionan.

### Posideón
En el mes de posideón (diciembre), la fiesta de los Haloa (de halos, era o campo cultivado) tiene por objeto proteger el grano que está germinando en la tierra, igual que las Tesmoforias tenían por objeto favorecer la siembra.

Hacían sacrificios a Deméter, a su hija Coré y también a Poseidón, que dio nombre a este mes y fue un dios ctónico (Gaiéocos) antes de convertirse en dios del mar. Los hombres no intervenían para nada en los Haloa, excepto algunos magistrados encargados de vigilar las ceremonias. Sin embargo se admitía a las cortesanas, aunque estuvieran excluidas de las Tesmoforias.

El órgano reproductor masculino, el falos, parece haber sido el centro de estos ritos: un vaso conservado en Londres muestra a una mujer derramando un polvo que sale de una caja, sobre unos falos de barro plantados en la tierra como si fueran espigas de trigo.
El falo tiene suma importancia en las fiestas de Dioniso, que se agrupan (al menos las más antiguas) en los meses de invierno.
En las Dionisias rurales o agrarias, celebradas en posideón, una procesión campestre paseaba solemnemente el falo detrás de la portadora de la cesta (canéfora).

El decreto ateniense relativo a la colonia de Brea (en Tracia), hacia el 445 a. C., estipula que los habitantes de esta ciudad deberán enviar a Atenas «para las Grandes Panateneas una vaca y una panoplia y, para las Dioníacas, un falo.»

Esta fiesta daba lugar a regocijos populares: campesinos jóvenes trataban de mantener el equilibrio sobre unos odres hinchados y untados de aceite (ascoliasmós), y los grupos alegres y ruidosos de los comoi (que en principio son coros cómicos) se repartían por los caminos y callejuelas bailando, cantando y lanzando bromas picantes y obscenas a todos a quienes encontraban en el camino.

A partir del siglo V a. C. los demos más ricos añadieron representaciones dramáticas a estas fiestas.

### Gamelión
En gamelión (enero-febrero), el mes del matrimonio (gamos), se celebraba la fiesta de las Gamelias o Teogamia que recordaba la unión divina de Zeus y Hera, y también otra fiesta de Dioniso, las Leneas. No se trataba de una fiesta de lagar (lenos), que no tendría sentido meses después de la vendimia, sino de una fiesta orgiástica de las Lenai, nombre con el que también se conocía a las ménades o bacantes, mujeres poseídas por el delirio báquico.

Danzaban en el emplazamiento sagrado del Lenaion sus danzas de éxtasis y desenfreno. Dinosio era el dios del ditirambo y el teatro, por lo que esta fiesta suponía también representaciones líricas y dramáticas: varias obras de Aristófanes, entre otras Los acarnienses, Los caballeros, Las avispas, se representaron durante las Leneas solo ante los atenienses y metecos, mientras que en las Dionisias urbanas de marzo se encontraban en el teatro muchos delegados llegados de las ciudades aliadas para aportar su tributo.

### Antesterión
Otra gran fiesta de Dioniso tenía lugar en antesterión (febrero-marzo): las Antesterias, igual que las Tesmoforias de Deméter en pianepsión, se celebraban el 11, 12 y 13 del mes.

El primer día, llamado Pitoigia (apertura de los cántaros), se abrían los pithoi de barro donde se guardaba el vino de la cosecha del otoño.

Ese día o al día siguiente, llamado Coes (jarritas para servir el vino, cf. Las coéforas), había un concurso de bebedores: se debía beber, lo más deprisa que se pudiera, el vino contenido en un jarro, en cuanto se diese la señal con una trompeta. el vencedor recibía una corona de hojas y un odre de vino.

Se han hallado muchos de estos jarros. A menudo están decorados con escenas que representan a niños divirtiéndose con juguetes y coronas, ya que las Antesterias también contaban con una fiesta infantil.

El segundo día había una procesión que escoltaba a Dioniso montado sobre un carro en forma de barco. Parece ser que los miembros del séquito llevaban máscaras, por lo que se ha comparado esa alegre ceremonia con nuestro carnaval.

El papel de dios le correspondía al arconte rey, ya que la Basilina, la reina, es decir, la mujer del arconte rey, debía unirse a él en una hierogamia.

Pero el tercer día de fiesta, llamado Chytroi (las ollas) era muy diferente: estaba consagrado a los muertos y a los moribundos. En unas ollas de barro se preparaba una sopa de verduras y de diversos cereales (panspermia), que era necesario consumir antes del anochecer, y el sacrificio principal se ofrecía a Hermes Psicopompo, el guía de las sombras en los infiernos. Para alejar la mala suerte se decía al final de este tercer día: ¡«A la calle las Keres (diosas de la muerte); terminadas las Antesterias!»
Antesterión es también el mes de las Cloia, fiesta de Deméter Cloé, y de las Diasia, la fiesta más importante en honor de Zeus.

### Elafebolión
Durante el mes de elafebolión, del 10 al 15 (marzo), que marcaba el final del invierno y la llegada de la primavera, se celebraban sacrificios de acción de gracias a Atenea (Procaristeria) y, sobre todo las Dionisias urbanas o Grandes Dionisíacas de la ciudad. Esta era la segunda temporada teatral después de las Leneas, y atraía a muchos extranjeros pues una vez llegado el buen tiempo, los barcos surcaban de nuevo el mar Egeo.

La fiesta, cuyo esplendor solo era comparable con las Grandes Panateneas, duraba seis días: el 9 se presentaban los ditirambos, el 10 las comedias y del 11 al 13 las trilogías trágicas cada una de ellas con un drama satírico.

### Muniquión
En muniquión (abril), el 16, la fiesta de las Muniquias contaba con una procesión en honor de Artemisa, a quien se ofrecían pasteles rodeados de antorchas encendidas.

### Targelión
En targelión (mayo) se celebraban las Targelias, en honor del hermano de Artemisa, Apolo, el dios purificador por excelencia.

El primer día, el 6, la ciudad se purificaba mediante el rito de los fármacoi. Dos hombres recorrían las calles de la ciudad y se les golpeaba con ramas de higuera y tallos de cebollas de agua (scillas) para arrojarlos de la ciudad y alejar con ellos las impurezas, las miasmas que se les imputaban.

El 7 se ofrecía a Apolo el targelos, es decir un pastel o una sopa de cereales, ofrenda de las primicias de la próxima cosecha.
El 25 llegaban las Plinteria, la fiesta del baño de la diosa Atenea: se llevaba hasta Falero la vieja estatua de madera (xóanon) de Atenea Políade, que se sumergía en el mar con su peplo; tras la inmersión se ofrecían a la diosa dulces con higos secos.

Dado el culto a las imágenes, es indudable que la escultura se consideraba como si fuera la propia diosa.

El baño tenía el valor de una purificación de toda la ciudad cuya patrona era Atenea, y las fiestas más importantes de targelión garantizaban pues la purificación colectiva de la ciudad, con lo cual debía ser digan del beneficio divino de la cosecha.

### Esciroforión
El último mes del año ateniense llamado esciroforión (junio) era el de las Esciroforias ("portadoras de sombrilla"), fiesta de ritos poco conocidos que parece haber contado con un sacrificio común a Deméter, a su hija Coré, a Atenea y a Poseidón.
Era también el de las Dipolias o de las Bufonías, donde se sacrificaba a Zeus un buey de tiro. Se recordaba así el mito de Prometeo, en el que Zeus elegía el fajo de huesos y grasa, que era más grande, dejando para el hombre la carne. Zeus se sintió engañado castigando a Prometeo, y abandonó al hombre a su suerte. Y desde entonces en el día 14 del mes de esciriforión, se celebraba una gran hoguera, quemando la grasa y los huesos, a fin de que el humo y olor llegara hasta los dioses del olimpo, para recordar a Zeus nuestra existencia. 
También se celebraban las Arreforia, fiesta en honor de Atenea, algunos de cuyos ritos, practicados por dos jovencitas llamadas arréforas, eran bastantes similares a los del Ánodos de las Tesmoforias.